# روبي روس
روبي روس (بالإنجليزية: Robbie Ross)‏ هو لاعب دوري الرغبي أسترالي، ولد في 24 يناير 1975 في Swansea, New South Wales ‏ في أستراليا.